# مؤسسة فيلكس بوردا
مؤسسة فيليكس بوردا هي مؤسسة خيرية ألمانية مقرها في أوفنبورج. تأسست في عام 2001 على يد كريستا مار وهوبرت بوردا [الإنجليزية] لتحسين الكشف المبكر عن سرطان القولون والمستقيم. ومن بين مبادراتها الأكثر شهرة مبادرة "Darmkrebsmonat" أو "شهر سرطان القولون" في شهر مارس.

## تاريخ
توفي فيليكس بوردا في عام 2001 بسبب سرطان القولون عن عمر يناهز 33 عامًا. اعتقادًا منهم أنه كان من الممكن علاجه لو تم التعرف على المرض في وقت سابق، قام والدا بوردا، كريستا مار وهوبرت بوردا، بتأسيس مؤسسة فيليكس بوردا لرفع مستوى الوعي العام بخطر الإصابة بسرطان القولون والمستقيم. وكان هدفهم هو خفض معدل الإصابة بسرطان القولون والمستقيم إلى النصف خلال خمس سنوات.
وقد دعم الأطباء البارزون المؤسسة في جهودها، وفي عام 2001 أنشأ ويم فيندرز إعلانًا للخدمة العامة متلفزًا للمؤسسة.

## شهر سرطان القولون
وبفضل جهود المؤسسة وفي عام 2002، أُعلن شهر مارس "شهر سرطان القولون" لزيادة التغطية الإعلامية لهذه القضية. يتم عرض الحملات حول موضوع الوقاية من سرطان القولون والكشف عنه سنويًا في شهر مارس.
وبعد حملة المؤسسة، أصبح التأمين الصحي الألماني ملزماً قانوناً منذ عام 2002 بتغطية عملية تنظير القولون لجميع المؤمن عليهم الذين تزيد أعمارهم عن 55 عاماً، وإجراءات المتابعة بعد عشر سنوات.
في غضون عام من شهر سرطان القولون الأول، ارتفع عدد عمليات تنظير القولون بنسبة 34%، وهو ما اعتبرته المؤسسة علامة على نجاح عملها.  ومن أجل زيادة هذا العدد، كان لزاماً على صناديق التأمين الصحي أن تقدم مكافآت لجعل الفحوصات أكثر جاذبية لأولئك المؤمن عليهم. 

## جائزة فيليكس بوردا
أُنشأت جائزة فيليكس بوردا في عام 2003 لتكريم الأفراد الذين قدموا مساهمات بارزة في الوقاية والكشف المبكر عن سرطان القولون والمستقيم، سواء من خلال الحملات المبتكرة أو المشاريع أو العمل العلمي. وكان من بين الفائزين الأوائل كاي ديكمان [الإنجليزية]، وغونتر ياوخ، [الإنجليزية] وسوزان ستانكي [الإنجليزية].

## حملات أخرى
قامت المؤسسة بتعيين فرانز بيكنباور وماريا فورتوانجلر وفيرونا بوث وهارالد شميدت كسفراء. كما قامت المؤسسة بحملة للتأكيد على أهمية الكشف المبكر للرجال، الذين هم أكثر عرضة للإصابة بسرطان القولون والمستقيم إحصائيًا، وحث الصيادلة على إعلام عملائهم بمخاطر الإصابة بسرطان القولون والمستقيم والفحوصات اللازمة.
قدمت المؤسسة نموذجًا للقولون في عام 2008، لشرح تشريح ووظيفة العضو. يبلغ طوله حوالي 20 مترًا وارتفاعه 2.80 مترًا، وهو أكبر نسخة من القولون في أوروبا. يمكن استئجار النموذج وقد جال في العديد من المدن، وظهر في الأماكن العامة مثل محطة فرانكفورت المركزية [الإنجليزية]، إلى جانب المتخصصين الطبيين الذين يجيبون على أسئلة الزوار. بالإضافة إلى ذلك، كثفت المؤسسة تعاونها مع الشركات لمكافحة سرطان القولون.
حصلت المؤسسة على الجائزة الخاصة لجائزة الاتصالات التجارية الألمانية لعام 2009.
عملت المؤسسة على دمج عوامل الخطر الأخرى، مثل التاريخ العائلي لمرض السكري، في فحص سرطان القولون والمستقيم. في عام 2011، وبالتعاون مع مؤسسة أسمان للوقاية، أطلقت المؤسسة تطبيقًا جوالًا يوفر معلومات حول التدابير اللازمة للوقاية من الأمراض المختلفة. شاركت المؤسسة في الخطة الوطنية لمكافحة السرطان في ألمانيا وساعدت في صياغة المبادئ التوجيهية المدرجة في قانون فحص السرطان والتسجيل لعام 2013 (KFRG). على سبيل المثال، دعت المؤسسة إلى إدخال اختبارات البراز المناعية، والتي ضُمنت في كتالوج فوائد التأمين الصحي في عام 2017. تستخدم هذه الاختبارات أصغر آثار الدم في البراز، وهي علامة معروفة لسرطان القولون والمستقيم، للكشف عن السرطان بدقة أكبر من اختبارات البراز التقليدية التي تم تطويرها في سبعينيات القرن العشرين.
في الآونة الأخيرة، عملت المؤسسة على معالجة الاحتياجات المحددة للأشخاص الذين لديهم تاريخ عائلي للإصابة بسرطان القولون والمستقيم وتحسين تنظيم فحوصات سرطان القولون.

## منظمة
مؤسسة فيليكس بوردا هي مؤسسة خيرية مستقلة يتم إدارتها عن طريق الثقة من قبل مؤسسة هوبرت بوردا. المكتب المسجل يقع في أوفنبورج مع مكتب في ميونيخ. الغرض من المؤسسة هو التدريس والبحث في مجال الوقاية من السرطان واكتشافه والسيطرة عليه، وخاصة سرطان القولون. وتحقق أهدافها من خلال أشكال مختلفة من العلاقات العامة، مثل تنظيم المؤتمرات أو نشر المواد التعليمية والتدريبية.
تشارك المؤسسة في المنظمات الدولية بهدف تعزيز تبادل الخبراء في مجالها. في السنوات الأولى، على سبيل المثال، كان فحص سرطان القولون والمستقيم في الولايات المتحدة، الذي كان معدل المشاركة فيه أعلى ومعدل الوفيات فيه أقل من ألمانيا، نموذجًا مهمًا للمؤسسة.
تبلغ قيمة وقفية المؤسسة 300 ألف يورو. ويديرها مجلس أمناء فخري يتكون من ثلاثة إلى خمسة أشخاص. كريستا مار وهوبرت بوردا أعضاء مدى الحياة. ويعين الأعضاء الآخرين في مجلس الإدارة لمدة ثلاث أو أربع أو خمس سنوات. بالإضافة إلى مار وبوردا، يضم الجسم حاليًا أطباء باطنيين وأطباء أمراض الجهاز الهضمي بيرنت بيركنر ومينهارد كلاسين. تقع مسؤولية الإدارة التشغيلية للمؤسسة على عاتق مجلس يرأسه روبرت شفايزر. ومن بين الأعضاء الآخرين هاينز شبنجلر وكريستا مار، المديرة الإدارية للمؤسسة.